# Greatest Hits (álbum de Red Hot Chili Peppers)
Greatest Hits es la segunda recopilación de los Red Hot Chili Peppers, lanzado en 2003 por Warner Bros. Records. Mientras "What Hits!?" recogía material desde 1984 hasta 1991, este álbum recoge desde 1989 hasta 2002. El grupo no se limitó a recopilar viejos éxitos sino que volvió al estudio y se cree que grabó entre 8 y 16 canciones, dos de las cuales aparecen en este álbum, "Fortune Faded" y "Save the Population". Otras de las grabadas fueron "Rolling Sly Stone", "Runaway", "Bicycle Song", "Desiree", "Leverage of Space, "Mini-Epic", "Starlight", "50/Fifty" y las primeras versiones de "Storm in a Teacup", "We Believe" y los singles "Hump de Bump" y "Desecration Smile". Notablemente, este disco omitió éxitos importantes de la carrera de la banda como Aeroplane, The Zephyr Song, Around the World y más que nada, Can't Stop (una favorita de los fanes y de la banda a tal punto de que es tocada en casi todos sus conciertos) e incluyó Universally Speaking (un fracaso comercial en comparación con los sencillos mencionados anteriormente). Tampoco se incluyó ninguna canción del disco de 1995 One Hot Minute a excepción de My Friends, quizás porque esa época sin John Frusciante y demás problemas personales no fue de gusto para el grupo. Además de contener la Lista de canciones y los Vídeos musicales, contiene un DVD grabado en la era Californication entre finales de 1999 y finales de 2000. Durante este DVD se ve a la banda Foo Fighters quienes profundamente admiran a la banda y viceversa.

## Lista de canciones

### CD
Todas las canciones han sido escritas por los Red Hot Chili Peppers a menos que se indique otro autor.
| #  | Canción                | Duración | Álbum                     |
| -- | ---------------------- | -------- | ------------------------- |
| 1  | «Under the Bridge»     | 4:33     | «Blood Sugar Sex Magik»   |
| 2  | «Give It Away»         | 4:45     | «Blood Sugar Sex Magik»   |
| 3  | «Californication»      | 5:29     | «Californication»         |
| 4  | «Scar Tissue»          | 3:36     | «Californication»         |
| 5  | «Soul to Squeeze»      | 4:50     | Soundtrack de «Coneheads» |
| 6  | «Otherside»            | 4:15     | «Californication»         |
| 7  | «Suck My Kiss»         | 3:35     | «Blood Sugar Sex Magik»   |
| 8  | «By the Way»           | 3:35     | «By the Way»              |
| 9  | «Parallel Universe»    | 4:29     | «Californication»         |
| 10 | «Breaking the Girl»    | 4:54     | «Blood Sugar Sex Magik»   |
| 11 | «My Friends»           | 4:09     | «One Hot Minute»          |
| 12 | «Higher Ground»        | 3:22     | «Mother's Milk»           |
| 13 | «Universally Speaking» | 4:17     | «By the Way»              |
| 14 | «Road Trippin'»        | 3:25     | «Californication»         |
| 15 | «Fortune Faded»        | 3:21     | «Greatest Hits»           |
| 16 | «Save the Population»  | 4:05     | «Greatest Hits»           |

### Canciones no incluidas grabadas en las sesiones
| Canción                             | Duración | Lanzadas en                                                         |
| ----------------------------------- | -------- | ------------------------------------------------------------------- |
| «Leverage of Space»                 | 3:29     | «Live in Hyde Park»                                                 |
| «Rolling Sly Stone»                 | 5:05     | «Live in Hyde Park»                                                 |
| «Runaway»                           | 4:30     | «Canciones extra de la versión de iTunes de By the Way»             |
| «Bicycle Song»                      | 3:23     | «Canciones extra de la versión de iTunes de By the Way»             |
| «Starlight»                         | 3:00     | «No lanzadas oficialmente»                                          |
| «50/Fifty»                          | 6:29     | «No lanzadas oficialmente»                                          |
| «Desiree»                           | ?        | «No lanzadas oficialmente»                                          |
| «Mini-Epic (Kill for Your Country)» | 3:17     | «Cardiff, Wales: 6/23/04 (lanzado en 2015 en LiveChiliPeppers.com)» |

### DVD Greatest Hits and Videos
| #  | Canción                | Álbum                     |
| -- | ---------------------- | ------------------------- |
| 1  | «Higher Ground»        | «Mother's Milk»           |
| 2  | «Suck My Kiss»         | «Blood Sugar Sex Magik»   |
| 3  | «Give It Away»         | «Blood Sugar Sex Magik»   |
| 4  | «Under the Bridge»     | «Blood Sugar Sex Magik»   |
| 5  | «Soul to Squeeze»      | Soundtrack de «Coneheads» |
| 6  | «Aeroplane»            | «One Hot Minute»          |
| 7  | «My Friends»           | «One Hot Minute»          |
| 8  | «Around the World»     | «Californication»         |
| 9  | «Scar Tissue»          | «Californication»         |
| 10 | «Otherside»            | «Californication»         |
| 11 | «Californication»      | «Californication»         |
| 12 | «Road Trippin'»        | «Californication»         |
| 13 | «By the Way»           | «By the Way»              |
| 14 | «The Zephyr Song»      | «By the Way»              |
| 15 | «Can't Stop»           | «By the Way»              |
| 16 | «Universally Speaking» | «By the Way»              |

El DVD omitió los siguientes videos musicales de la era Warner Bros.
- "Breaking the Girl" (Blood Sugar Sex Magik)
- "If You Have to Ask" (Blood Sugar Sex Magik)
- "Warped" (One Hot Minute)
- "Coffee Shop" (One Hot Minute)
- "My Friends" (versión original) (One Hot Minute)
- "Love Rollercoaster" (Soundtrack de Beavis and Butt-head Do America)
- "Fortune Faded" (Greatest Hits)

El video original de "My Friends" fue omitdo debido a que la banda creía que era muy artístico y separaría la opinión de los fanes, como revelaron en los comentarios del DVD.

### Sencillos
| Año  | Canción               | Posiciones                 | Posiciones                       | Posiciones       | Posiciones         | Posiciones              | Posiciones |
| Año  | Canción               | Modern Rock estadounidense | Main- stream Rock estadounidense | Top 40 británico | Top 40 australiano | Lista de éxitos Irlanda |            |
| ---- | --------------------- | -------------------------- | -------------------------------- | ---------------- | ------------------ | ----------------------- | ---------- |
| 2003 | «Fortune Faded»       | 8                          | 22                               | 11               | 16                 | 20                      |            |
| 2003 | «Save the Population» | -                          | -                                | -                | -                  | -                       |            |

- Datos: Q429435